# Dévai Balázs
Dévai Balázs (Budapest, 1972. április 21. –) magyar színész, forgatókönyvíró.

## Életrajz
1990 és 1994 között a Színház- és Filmművészeti Főiskola hallgatója volt, diplomája megszerzése után 1994-ben Katona József Színházhoz szerződött, ahol 2003-ig játszott. A "Katonában" címszereplője volt a Portugál -az elmúlt két évtized legsikeresebb magyar drámája- ősbemutatójának. Később a Maladype Társulat tagja lett, majd 2005-től 2006-ig a szolnoki Szigligeti Színházban játszott. 2006 és 2013 között a Bárka Színház művésze volt. 2013-tól játszik a tatabányai Jászai Színházban, melynek 2014-től tagja.

## Szerepeiből

### Színház
- Kosztolányi Dezső: Édes Anna (Jancsi)
- Offenbach: Szép Heléna[2]
- Büchner: Danton halála (Camille)
- Shakespeare: 
  - Julius Cezar (Lucius)[3]
  - Szeget szeggel (apród)
  - Sok hűhó semmiért (Claudio)
  - A vihar (Adrian)
  - Othello (Cassio)
  - Vízkereszt, vagy amit akartok (Feste)
- Verebes István: Az út, avagy Svejk a derék katona további kalandjai
- Federico García Lorca: Vérnász (Vőlegény)
- Molière: Tartuffe (Valér)
- Bereményi Géza: Az arany ára (Tibor)
- Márai Sándor: Zendülők (Lajos)
- Nádas Péter: Temetés
- Conor McPherson: Tengeren (Nicky Giblin)
- Lars von Trier-Christian Lollike: Dogville
- Ray Bradbury: Fahrenheit 451
- Tasnádi István: East Balkán (Bob)
- Szabó Borbála: Teljes tizedik évad (Phil)
- A padlás
- Todd Strasser: A harmadik hullám
- Sven Delblanc: Álarcosbál (Hans H von Essen)
- Nyikolaj Vasziljevics Gogol: A revizor (Hlopov igazgató)
- Parti Nagy Lajos: Moliére: Tartuffe (Damis)
- Georges Feydeau: A hülyéje (Edmond Pontagnac)

### Film
- Gravitáció (2013) szinkronhang (Phaldut Sharmag)
- Az éhezők viadala: Futótűz (2013) szinkronhang (Sam Claflin)
- Eleven testek (2013) – R, (Nicholas Hoult)
- 21 Jump Street – A kopasz osztag (2012) szinkronhang
- A dilemma (2011) szinkronhang
- A gondozoo (2011) szinkronhang
- Kutyák és macskák – A rusnya macska bosszúja (2010) szinkronhang
- Maci Laci (2010) szinkronhang
- Holnapután (amerikai katasztrófafilm, 2004) szinkronhang (Jake Gyllenhaal)
- Pókember (2002) szinkronhang (James Franco)
- Transformers 3. (2011) szinkronhang (Alan Tudyk)
- Harcosok klubja (1999) szinkronhang
- Ferrari (film) (2023) szinkronhang
- Beavis és Butt-head lenyomja Amerikát (1996) - Butt-Head, (Mike Judge)

### Sorozat
- A házasság buktatói (török televíziós sorozat, 2021–2022) – szinkronhang (Yıldırım Şahın – Yiğit Kirazcı)
- Csernobil (amerikai-brit televíziós minisorozat, 2019) – szinkronhang (Alekszandr Akimov – Sam Troughton)
- Testvérek (török televíziós sorozat, 2022–) szinkronhang (Orhan Eren – Cüneyt Mete)
- Titkok hálójában (török televíziós sorozat, 2023–) szinkronhang (Eren Duman – Uğur Aslan)
- Beavis és Butt-head (amerikai animációs sorozat, 1993-) szinkronhang (Butt-Head - Mike Judge)